# Gilles Cachemaille
 (juin 2021).
Gilles Cachemaille, né à Orbe le 25 novembre 1951, est un musicien, chanteur baryton-basse vaudois.

## Biographie
Né à Orbe le 25 novembre 1951, Gilles Cachemaille suit des études à l'école Normale et exerce le métier d'instituteur avant de se lancer dans une carrière de chanteur. Il étudie alors le chant auprès de Juliette Bise. Encouragé par Eric Tappy, Gilles Cachemaille auditionne en 1981 devant Jean-Pierre Brossmann, Louis Erlo et John Eliot Gardiner et il est aussitôt engagé pour Le couronnement de Poppée à Lyon (1982-1984) et pour Les Boréades à Aix-en-Provence (1982). Cette même année 1982, il remporte le premier prix de mélodie française, le prix d'art lyrique et le prix Mozart au Concours international de chant de Paris, ce qui le fait connaître. Il reçoit en 1985 le Grand prix d'art lyrique de l'Association des amis de l'Opéra de Monte-Carlo.
Gilles Cachemaille est alors engagé par Herbert von Karajan pour incarner le rôle de Morales dans une nouvelle production de Carmen donnée au Festival de Salzbourg, puis en version de concert à la Philharmonie de Berlin. Gilles Cachemaille travaille ensuite avec Nikolaus Harnoncourt, John Eliot Gardiner, Seiji Ozawa, Sir Simon Rattle, Sir Charles Mackerras, Claudio Abbado, Pierre Boulez, Charles Dutoit, Myung Whun Chung, Arnold Östman et Armin Jordan. Il se distingue plus particulièrement dans le répertoire mozartien et dans la musique française. Ainsi, il chante les rôles du Père Laurence dans le Roméo et Juliette de Berlioz, de Figaro, Leporello, Papageno, Don Alfonso, Don Giovanni, Werther, mais aussi le rôle de Méphistophélès dans La Damnation de Faust de Berlioz et de Merlin dans Le Roi Arthus de Chausson à Paris, Vienne, Amsterdam, Los Angeles, Berlin, Edimbourg, Genève, Toronto, Barcelone, etc. Gilles Cachemaille est également concertiste. Les oratorios et les messes constituent une autre part de son répertoire, comprenant le Requiem de Fauré, Elias et Die erste Walpurgisnacht de Mendelssohn, Jedermann-Monologe et Golgatha de Frank Martin, le Te Deum de Bruckner ainsi que les passions selon Saint Matthieu et Saint Jean de Bach. Gilles Cachemaille travaille avec des metteurs en scène prestigieux tels que Peter Brook ou Thomas Langhoff. Parmi ses partenaires sur scène se trouvent Cecilia Bartoli, Brigitte Fournier, Della Jones, Anna Steiger, Jean-Paul Fouchécourt, Thomas Hampson, Howard Crook. Il est également très présent sur les scènes de Suisse romande. Ainsi, il chante à l'opéra de Genève, avec l'Ensemble vocal de Lausanne, sous la baguette de Michel Corboz et avec le chœur Novantiqua de Sion sous la direction de Bernard Héritier.
Depuis 1999, Gilles Cachemaille est professeur à la Haute école de musique de Genève. Il vit actuellement à La Sarraz.

## Discographie
- Berlioz : Béatrice et Bénédict, Vincent Le Texier, Don Pedro, Gilles Cachemaille, Claudio, Jean-Luc Viala, Bénédict, Philippe Magnant, Léonato, Sylvia McNair, Hero, Susan Graham, Béatrice, Catherine Robbin, Ursule, Gabriel Bacquier, Somarone, Chœurs et Orchestre de l'Opéra de Lyon, conducted by John Nelson. 2 CD Warner classics Erato 1992 report 2011.
- Berlioz : L'Enfance du Christ, avec José van Dam, Gilles Cachemaille, Jules Bastin, Monteverdi Choir, Orchestre de l’Opéra de Lyon, dir. John Eliot Gardiner 2 CD Erato 1988

## Sources
- « Gilles Cachemaille », sur la base de données des personnalités vaudoises sur la plateforme « Patrinum » de la Bibliothèque cantonale et universitaire de Lausanne.
- Tchamkerten, Jacques, "Gilles Cachemaille", dans Kotte, Andreas (Ed.) Dictionnaire du théâtre en Suisse, Zurich, Chronos Verlag 2005, vol. 1, p. 324–325
- Jacques Tchamkerten, « Gilles Cachemaille », dans le Dictionnaire du théâtre en Suisse en ligne.
- L'Hebdo, no 21, 2005/05/26, p. 98
- Dominique Rosset, "Rêves d'enfant", 24 Heures, 2005/05/26, p. 12
- Le Temps, no 238, 1998/12/09.